# Margit Bara
Margit Bara, nata Margit Éva Bara (Cluj-Napoca, 21 giugno 1928 – Budapest, 25 ottobre 2016), è stata un'attrice ungherese.
Recitò in circa 25 film e in un paio di serie televisive. Negli anni cinquanta e sessanta fu una delle attrici più note del cinema ungherese che, all'epoca, riscuoteva grande successo in ambito internazionale.

## Biografia
Nata nel 1928 a Cluj-Napoca, in Transilvania, Margit Bara iniziò la sua carriera a teatro ma la notorietà le arrivò soprattutto con il cinema. Girò il primo film nel 1956.
Nel 2002 vinse il Premio Kossuth, il più prestigioso riconoscimento culturale ungherese.

## Filmografia
- Szakadék, regia di László Ranódy (1956)
- Bakaruhában, regia di Imre Fehér (1957)

- Acquazzone (Zápor), regia di András Kovács (1961)
- Pacsirta, regia di László Ranódy (1963)
- Giorni freddi (Hideg napok), regia di András Kovács (1968)